# ルルレモン・アスレティカ
ルルレモン・アスレティカ（lululemon athletica）は、北アメリカのスポーツ衣料の小売業社である。アメリカ合衆国デラウェア州に本社を置き、カナダ・バンクーバーに本部を置く。
1998年にヨガパンツなどのヨガウェアの小売業者として設立された。世界各地に約500の店舗を展開し、オンラインでも商品を販売している。Lululemonは、パフォーマンスシャツ、ショーツ、パンツなどの様々なアスレチックウェアに加え、ライフスタイルアパレルやヨガアクセサリーの販売も行っている。

## 歴史

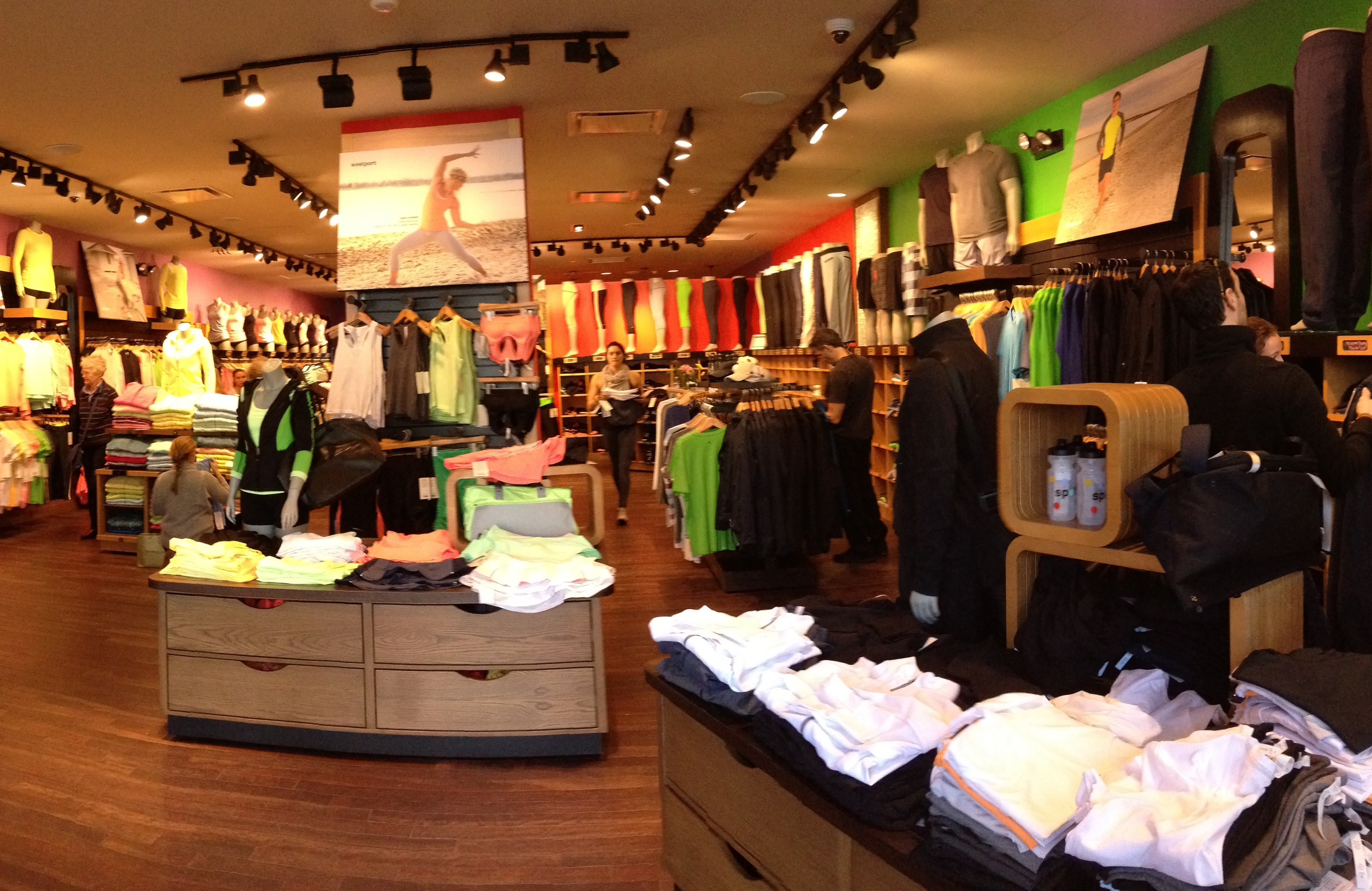
コネチカット州ウェストポートの店舗

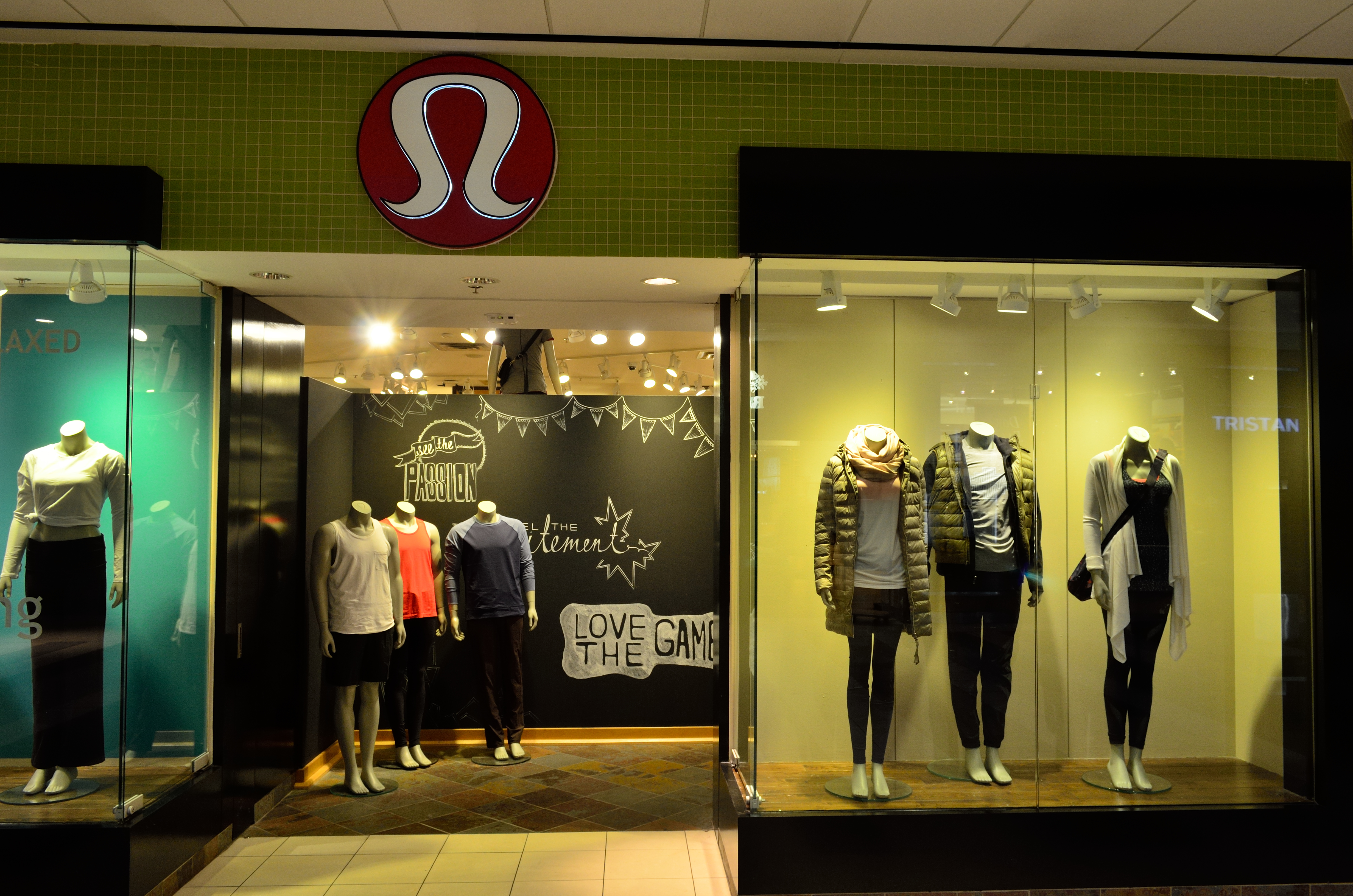
カナダ・トロントのプロムナード・ショッピングセンター内の店舗

ルルレモンは、1998年にチップ・ウィルソンがブリティッシュコロンビア州バンクーバーで創業し、2000年11月に最初の直営店をオープンした。社名についてウィルソンは、"L"を正しく発音できない日本人のバイヤーに対して西洋的な印象を与えるために、わざと"L"の多い名前を考案したと発言している。Lが3つある名前なら3倍儲かると思ったと述べている。そして「彼ら（日本人）がそれを言おうとしている様子を見ると笑える（It’s funny to watch them try to say it）」と付け加えた。
新規株式公開は2007年7月で、1,820万株を売り出して3億2,760万ドルを調達した。2008年にはスターバックスの元共同社長のクリスティン・M・デイが最高経営責任者(CEO)に就任した。
2011年から2013年にかけて、『フォーチュン』誌の「急成長企業ランキング」に3年連続で登場した。2013年12月、創業者のチップ・ウィルソンが会長を辞任し、トムズ・シューズの社長のローラン・ポトデヴィンがCEOに就任することが発表された。
2014年、ルルレモンはヨーロッパ初の店舗となる旗艦店をロンドンのコヴェント・ガーデンにオープンした。2015年2月、ウィルソンが取締役を辞任することが発表され、後任には前主席取締役のマイケル・ケイシーが就任した。2018年、ローラン・ポトデヴィンは不祥事を理由にCEOと取締役を辞任した。
2019年、ルルレモンは、自宅でのワークアウト用にカメラとスピーカーを備えた「インタラクティブミラー」を販売するフィットネスのスタートアップ企業であるミラー社(Mirror)への投資を発表した。2020年6月、ルルレモンは、COVID-19パンデミックにより、ヨガ教室に行かずに自宅でバーチャル・ワークアウトを行う人が増えていることに着目し、ミラー社を5億ドルで買収することを発表した。

### 経営
創業時から2015年まで、ルルレモンはランドマーク・フォーラムの要素をリーダーシップや開発トレーニングに取り入れていた。同社関係者によると、マネージャーの70%は社内で採用されている。ストアマネージャーは、自信の店舗のレイアウト、カラーコーディネーション、コミュニティへの参加に責任を持つ。

## 製品
ルルレモンは、トップス、ヨガパンツ、ショートパンツ、セーター、ジャケット、アンダーウェアなどのアスレチックウェアのほか、ヘアアクセサリー、バッグ、ヨガマット、ウォーターボトルなどを販売している。ルルレモンは2005年に、平均よりも多くのナイロンマイクロファイバーを含むオリジナルファブリック「Luon」を商標登録した。 
2017年、ルルレモンとAthletic Propulsion Labsは、北米の23店舗で女性用と男性用のシューズの販売を開始した。2019年、同社は高級ストリートウェアブランド"Lab"を一部の店舗で発売した。
ルルレモンは、本社内に研究開発ラボ「ホワイトスペース」(Whitespace)を設置し、科学者や生理学者など約50人を配置している。
2019年、ルルレモンは、ナイキやアンダーアーマーなどの他のアスレチックウェアに対抗して、今後5年間でメンズ事業を倍増させることを計画している。

## マーケティング
もともとルルレモンは、女性用のヨガウェアで知られていた。2019年までに男性の顧客を増やし、それに合わせて製品やマーケティング戦略を変え、男性の間でのブランド認知度を高める計画を立てて成長してきた。
ルルレモンは「ホリスティック・ゲリラ・マーケティング」(holistic guerrilla marketing)を行っていると言われており、ルルレモンの服を着ることで顧客に大きなコミュニティの一員であると感じてもらうことを目的としている。
ルルレモンは、Facebook、Twitter、Instagramなどのソーシャルメディアを会社や製品のマーケティングの主な方法の一つとして使用している。また、ルルレモンは、フィットネスのインストラクターが注文時に25%の割引を受けることができる「スウェット・コレクティブ」(Sweat Collective)を実施している。

## 論争

### 不正な宣伝
2007年11月、『ニューヨーク・タイムズ』紙は、ルルレモンが自社の衣料品ブランド"Vitasea"について虚偽の主張をしていたと報じた。ルルレモンは、海藻から作られたこの衣料品が「抗炎症、抗菌、保湿、解毒の効果がある」と主張していたが、実験室でのテストでは、通常のTシャツ用コットンとVitaseaの生地の間にミネラルの含有量の有意差は認められなかった。その後、ルルレモンは、カナダの監督機関である競争局の要求に応じて、カナダで販売されている海藻を使用した製品から健康強調表示を削除した。

### 製品の品質
2013年、一部の商品について「薄すぎる」「穴が開いている」「数回使用しただけでバラバラになる」など、品質についての苦情が寄せられた。
2010年12月、ルルレモンは、中国製のポリプロピレンを使用した同店の再利用可能なバッグの一部を、高濃度の鉛が含まれているという報告に基づいて回収した。
2013年、ルルレモンは、黒のヨガパンツを、意図せず透明で薄すぎたとして回収した。回収対象は、販売された女性用ヨガパンツの約17%に相当し、同社の業績に影響を与えた。
その結果として生じた財務上の損失とブランドへのダメージにより、同社の最高プロダクト責任者(CPO)のシェリー・ワターソンとCEOのクリスティーン・デイが強制的に退任させられた。

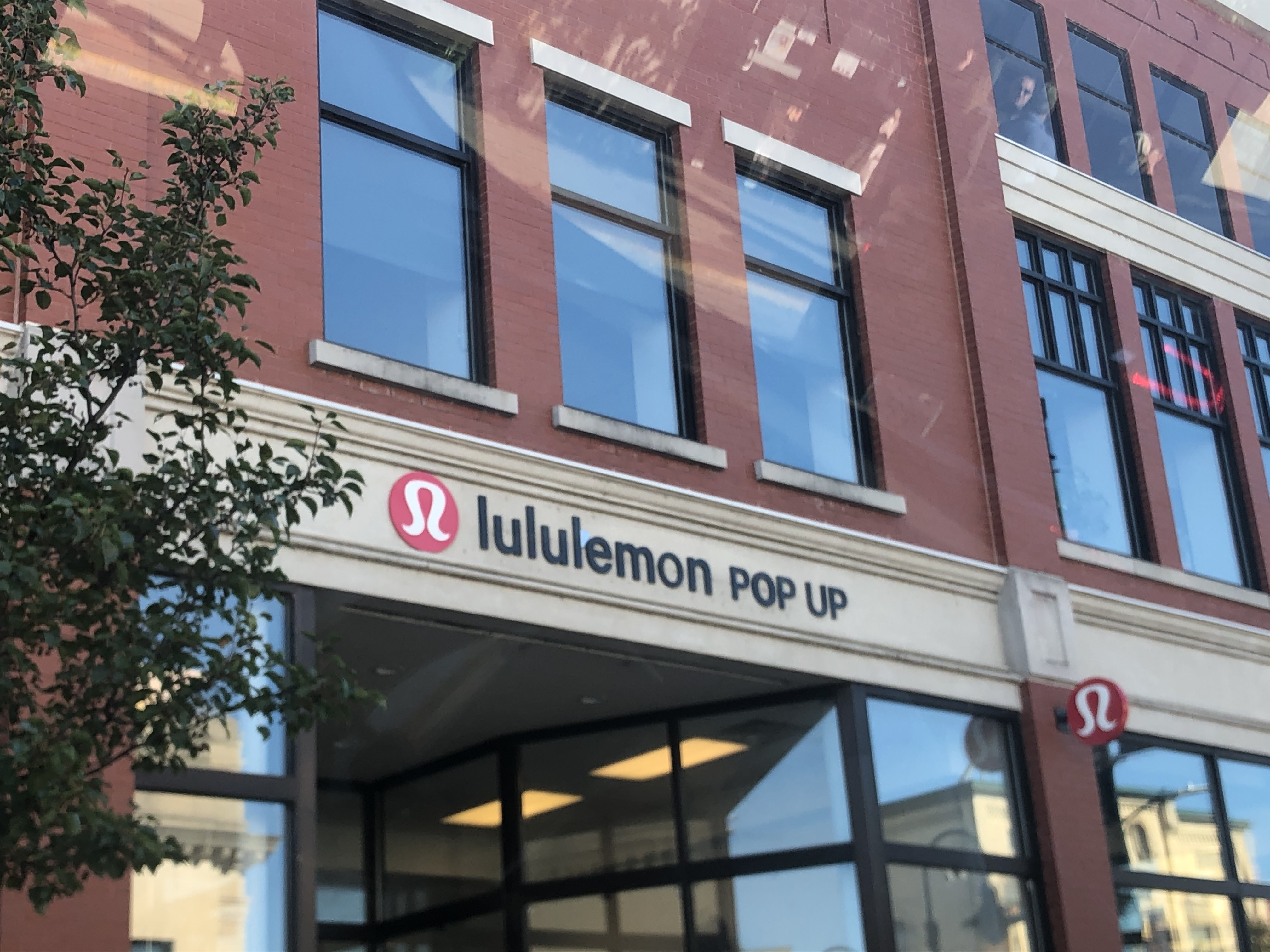
ミシガン州トラバースシティにある同社のポップアップショップ

### 創業者の発言
創業者のチップ・ウィルソンは、たびたび物議を醸す発言をしてきた。社名について、日本人が"L"を正しく発音できないことを面白がって、わざと"L"が3つも入った社名にしたと、何度か発言している。2013年には、「コストがかかりすぎるので、女性向けの大きいサイズの服は作っていない」と発言した。ルルレモンの服に毛羽立ちが多いとされるのは、一部の顧客がルルレモンの服を不適切に着ているか、服と体型が合っていないせいだと非難した。2013年には、ブルームバーグTVのインタビューで、一部の女性の体がルルレモンの服に適していないと発言した。『タイム』誌はこの発言を「ファット・シェイミング」（fat shaming、肥満を辱めること）と呼んだ（肥満の社会的偏見も参照）。
このような発言により、ウィルソンは同社の会長を辞任したと報じられている。2016年6月、ウィルソンは、同社の株主総会で発言する機会を拒否されたことを受けて、同社が「道を見失い」、ナイキやアンダーアーマーにシェアを譲ったとする公開状を株主に向けて発表した。ウィルソンは自身のウェブサイト"Elevate Lululemon"（ルルレモンを高めろ）を立ち上げ、同社のブランドやビジネスを批判している。

### 法廷論争
2012年、ルルレモンは、カルバン・クラインとそのサプライヤーであるG-IIIアパレル・グループに対し、ヨガパンツのデザイン特許3件を侵害したとして訴訟を起こした。この訴訟は、デザイナーが衣料品の知的財産権保護を特許権によって主張するという、やや珍しいものだった。この訴訟は同年、法廷外で和解した。